# Abzac (Gironde)
Abzac is een gemeente in het Franse departement Gironde (regio Nouvelle-Aquitaine). De plaats maakt deel uit van het arrondissement Libourne. Abzac telde op 1 januari 2022 2.030 inwoners.

## Geografie
De oppervlakte van Abzac bedroeg op 1 januari 2022 13,44 vierkante kilometer; de bevolkingsdichtheid was toen 151 inwoners per km².

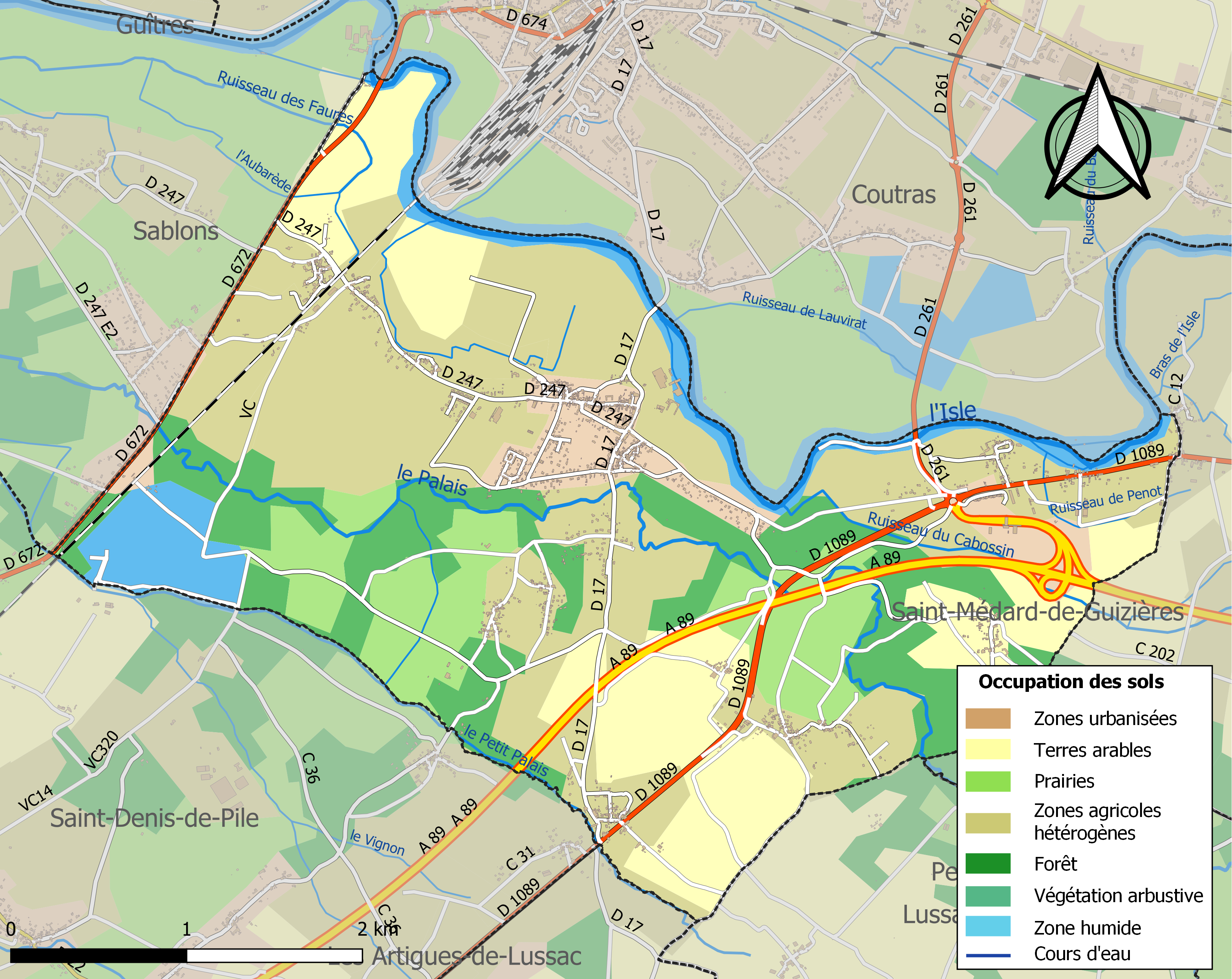
Kaart van de gemeente met belangrijkste infrastructuur, bodemgebruik en omliggende gemeenten

## Demografie
Onderstaande figuur toont het verloop van het inwonertal (bron: INSEE-tellingen).